# First-Class-Objekt
Ein First-Class-Objekt (englisch first-class object, deutsch etwa „Objekt erster Klasse“) bezeichnet in der Programmierung von Computersystemen ein Objekt, das als Übergabeparameter oder Rückgabewert einer Funktion oder Prozedur auftritt bzw. einer Variablen zugewiesen werden kann.
Der Begriff wurde von Christopher Strachey im Kontext functions as first-class citizens Mitte der 1960er Jahre geprägt.

## Definition
Ein Objekt ist von erster Klasse, falls es die folgenden Bedingungen erfüllt:
- es kann in Programmvariablen gespeichert werden,
- es kann als Parameter an Funktionen oder Prozeduren übergeben werden,
- es kann als Rückgabewert von Funktionen dienen,
- es kann zur Laufzeit eines Programms erstellt werden und
- es hat eine eigene Identität (unabhängig vom Namen).

Der Begriff Objekt muss dabei nicht im engeren Sinne als ein Objekt einer objektorientierten Programmiersprache verstanden werden. In den meisten Programmiersprachen sind insbesondere die Objekte der elementaren Datentypen, z. B. Ganzzahl- und Gleitkommaobjekte, immer erster Klasse.

## Beispiele
- In C und C++ sind Funktionen keine Objekte erster Klasse, da es nicht möglich ist, sie zur Laufzeit zu erzeugen – anders als z. B. Zahlen. Auch Arrays sind keine Objekte erster Klasse, da sie nicht als Funktionsparameter übergeben werden können.
- In Fortran sind Strings keine Objekte erster Klasse, da es nicht möglich ist, sie Variablen zuzuweisen.
- Hingegen sind Funktionen in den meisten funktionalen Programmiersprachen First-Class-Objekte (bzw. First-Class-Funktionen) z. B. in Haskell, Scala, Smalltalk, OCaml und verschiedenen Lisp-Dialekten wie Scheme und Clojure, nicht jedoch in Common Lisp.
- Die auf Konzepten von Scratch und Scheme aufbauende erziehungsorientierte visuelle Programmiersprache Snap! bietet einen anschaulichen und durchgängigen Zugang zu First-Class-Objekten.